# Amzacea (localidad)
Amzacea es una localidad rumana de la comuna homónima, en el condado de Constanța.

## Toponimia
El nombre del lugar puede encontrarse escrito con grafías como Amzacea y Amzaca.

## Historia
Hacia finales del siglo XIX, la localidad, que ya por entonces pertenecía al condado de Constanța, formaba parte de la antigua comuna de Edil-Chioi y tenía contabilizada una población de 260 habitantes.
En la segunda mitad del siglo XX la localidad había pasado a formar parte de la comuna homónima de Amzacea. En el censo de 2021 la localidad tenía una población de 1234 habitantes.